# Yves (singolo)
Yves è il nono singolo del girl group sudcoreano Loona, pubblicato nel 2017 dalla cantante Yves come parte del progetto di pre-debutto.

## Tracce
1. new – 3:05 (testo: Park Ji-yeon (MonoTree), Jaden Jeong – musica: Brooke Toia, Daniel Caesar, Ludwig Lindell)
2. D-1 – 3:19 (testo: G-High (MonoTree) – musica: G-High, Choi Yong-kyung (MonoTree))

## Classifiche
| Classifica (2017) | Posizione massima |
| ----------------- | ----------------- |
| Corea del Sud     | 18                |